# Alessandro Porcelli
Alessandro Porcelli (Terlizzi, 3 dicembre 1995) è un pallavolista italiano.
Gioca nel ruolo di libero nella Rinascita Volley '78 Lagonegro.

## Carriera
La carriera di Alessandro Porcelli inizia nel 2011 quando entra nel Trelicium Supervolley di Terlizzi, in Serie C, categoria dove milita anche nell'annata successiva vestendo la maglia del Trivianum.
Nella stagione 2013-14 viene ingaggiato dalla Pallavolo Molfetta, neopromossa in Serie A1, dove resta per quattro annate. Per il campionato 2017-18 si accasa alla Rinascita Volley '78 Lagonegro, in Serie A2.